# Patelloida saccharina
Patelloida saccharina is een slakkensoort uit de familie Lottiidae. De wetenschappelijke naam werd gepubliceerd in 1758 door Carl Linnaeus in de tiende editie van Systema naturae.